# Daniela Herrero
Daniela Laura Herrero (Buenos Aires, 19 de agosto de 1985) é uma atriz, compositora e cantora argentina. Durante a turnê de Avril Lavigne pela Argentina, Daniela Herrero foi quem fez à abertura dos shows da cantora canadense no ano de 2005.
Atualmente a banda de Daniela Herrero é formada por Manuel Caizza na bateria, Gabriel Herrero no baixo, Mariano Romano e Mariano Campoliette na guitarra.

## Biografia
Seu primeiro álbum foi lançado em 2001, foi intitulado como "Daniela Herrero" e obteve um grande êxito nas vendas. O disco está composto por 12 faixas, que contém diferentes ritmos musicais, e conta com autores de nomes, como Fena, Coti Sorokin e Mavi Díaz. O single "Sólo Tus Canciones" tomou conta das rádios argentinas, disparando nas primeiras posições do ranking. Os singles do álbum que ainda continuaram tocando muito nas rádios, foram "Demasiado" e "Él Cree que Soy Tonta", ambos com uma grande repercussão nas rádios, fazendo de Daniela Herrera uma promessa para o rock argentino. Também o disco inclui temas de composições própria, como por exemplo as canções: "Como un Demônio y Aún Tu Nombre y 121", canção em homenagem a seu bairro de infância.
No ano de 2003 lançou seu segundo álbum com o selo da Sony BMG, intitulado como "No Voy Mentirte", contendo 12 faixas. O primeiro single do álbum foi "Cada Vez", logo depois veio "Fuera de Mi Tiempo" e "Noche de Verano", as três canções foram as mais tocadas nas rádios e seus videoclipes foram exibidos com frequências em canais de televisão. Paralelamente durante a gravação do disco, Daniela recebeu uma proposta para ser uma das protagonistas da telenovela "Costumbres Argentinas", produzida por Ideas del Sur para Telefé. Com o álbum, Daniela obteve a certificação de disco de ouro pelas vendagens obtidas. Logo, se apresentou no Teatro Ópera de Buenos Aires.
Em 2004, recebeu o Prêmio Gardel na música, como "Mejor álbum artista feminina (Melhor Álbum de Uma Artista Feminina)". Neste mesmo ano, Daniela tem duas grandes apresentações, aumentando sua popularidade e somando mais admiradores e fãs de seu trabalho... Em março se apresentou no Gran Rex e em abril em Luna Park, lotando as localidades do show. Nestes espetáculos, foi anunciada como "A Revolução do Rock", já que sua música têm um perfil mas roqueiro em quanto em cena e ao toque musical.
Em 2005, lançou o novo álbum "El Espejo", sucessor do bem sucedido álbum "No Voy a Mentirte", produzido pela própria Daniela. O primeiro single do álbum foi "Como Algo Mas", foi composto pela própria cantora. Logo seguiu "Adoquines" e "Sé".
Em 2010, lançou seu álbum "ALTAVOZ", em maio do mesmo ano, saiu o primeiro single do álbum "Silêncio". No mês de março do mesmo ano, saiu a venda do disco "Vários Artistas", na qual se canta a canção "Se Puede" composta por Lucas Marti. No álbum também participaram do mesmo álbum Julieta Venegas e outras mulheres da música argentina.
Em 14 de maio de 2012, lançou seu mais recente álbum "Madre" com canções inéditas, todas de sua autoria, além de um bônus track, em homenagem ao cantor Pappo,  "Juntos A La Par". O primeiro single do álbum foi "Hacerte Bien", que foi um grande sucesso nas rádios. No ano de 2011, adiantou algumas faixas do disco em "La Trastienda y Luna Park", estrando assim seu primeiro single "Hacerte Bien". O mesmo ano foi convidada pela banda internacional Tears For Fears para tocar com eles.
Sua volta como atriz
A cantora, que é lembrada por sua protagonista em "Costumbres Argentinas" de 2003, um grande sucesso exibida pela Telefé, volta para a televisão. Na telenovela, a história retratava um romance dos anos 80, quando Daniela tinha apenas 18 anos, e se transformou graças a essa atuação, em uma grande revelação da televisão do ano. Sua carreira como atriz voltou a tona, pela proposta de um dos grandes produtores Sebastián Ortega, Pablo Culell e o famoso cineasta Adrián Caetano, para seu  retorno  na minissérie da Telefé "Lo Que El Tiempo Nos Dejó", onde em cada capítulo participaram estrelas nacionais como protagonistas de cada episódio. Esta série, será um especial pelo bicentenário argentino, contou os momentos mas significantes de sua grande história.
Em 2012, foi convocada pela Telefe-Yankelevich, para ser uma das protagonistas de "Quitapenas", uma nova super-produção do canal líder da Argentina preparou para o horário nobre. Mas Daniela recusou a proposta e preferiu continuar apenas com a música, onde lançou o disco "Madre" no mesmo ano.

## Carreira

### Televisão
| Novelas, Séries & Minisséries | Novelas, Séries & Minisséries | Novelas, Séries & Minisséries | Novelas, Séries & Minisséries    | Novelas, Séries & Minisséries |
| Ano                           | Título                        | Papel                         | Nota (s)                         | Emissora                      |
| ----------------------------- | ----------------------------- | ----------------------------- | -------------------------------- | ----------------------------- |
| 2003                          | Costumbres Argentinas         | Mariana Pegliaro              | Telenovela                       | Telefe                        |
| 2010                          | Lo Que o Tiempo Nos Dejó      | Ela mesma                     | Minissérie Episódio: "Te Quiero" | Telefe                        |

## Música

### Discografia
| Principais álbuns | Principais álbuns | Principais álbuns    | Principais álbuns  | Principais álbuns |
| Ano               | Álbum             | Formato (s)          | Gravadora          |                   |
| ----------------- | ----------------- | -------------------- | ------------------ | ----------------- |
| 2001              | Daniela Herrero   | CD, download digital | Columbia Records   |                   |
| 2003              | No Voy a Mentirte | CD, download digital | Columbia Records   |                   |
| 2005              | El Espejo         | CD, download digital | Columbia Records   |                   |
| 2010              | Altavoz           | CD                   | La Agência Records |                   |
| 2012              | Madre             | CD                   | La Agência Records |                   |

### Videoclipes
| Videoclipes | Videoclipes          | Videoclipes       | Videoclipes                                                 |
| Ano         | Canção               | Álbum             | Notas                                                       |
| ----------- | -------------------- | ----------------- | ----------------------------------------------------------- |
| 2001        | "Sólo Tus Canciones" | Daniela Herrero   | +57 000 views                                               |
| 2001        | "Demasiado"          | Daniela Herrero   | +130 000 views                                              |
| 2003        | "Cada Vez"           | No Voy a Mentirte | +51 600 views                                               |
| 2003        | "Fuera De Mi Tiempo" | No Voy a Mentirte | +43 600 views                                               |
| 2005        | "Como Algo Más"      | El Espejo         | +22 000 views                                               |
| 2005        | "Adoquines"          | El Espejo         | +39 500 views                                               |
| 2005        | "Sé"                 | El Espejo         | +90 100 views                                               |
| 2010        | "Silêncio"           | Altavoz           | +11 000 views                                               |
| 2011        | "Juntos A La Par"    | Madre             | +1 100 000 views Homenagem ao Pappo                         |
| 2012        | "Hacerte Bién"       | Madre             | +200 000 views                                              |
| 2012        | "No Vá Mas"          | Madre             | +8 000 views (Clipe composto por vídeos enviados pelos fãs) |